# Silversmygare
Silversmygare (Hesperia comma) är en fjärilsart i familjen tjockhuvuden, Hesperiidae. Vingspannet varierar mellan 25 och 32 millimeter, på olika individer.

## Beskrivning
Silversmygaren är på ovansidan gulbrun som övergår i mörkare brunt mot vingarnas ytterkanter. Både fram- och bakvingarna har ljusgulbruna fläckar. Hanen har en avlång mörk fläck med vit mitt på framvingen. Vingens undersida är ljust gulbrun och grönaktig med vita fläckar på bakvingen samt några gulvita fläckar på framvingen. Larven är mörkt gråbrun med svart huvud och blir upp till 30 millimeter lång. Underarten fjällsilversmygare (Hesperia comma catena) är mindre samt att undersidan är mörkare grön.
Värdväxter för silversmygaren är olika gräs så som arter i gröesläktet, svingelsläktet och luddtåtelsläktet.
Flygtiden är i juli till augusti.

## Utbredning
Denna fjärils utbredningsområde är den holarktiska regionen utom den nordligaste delen, vilket innebär att den förekommer i norra Afrika, Europa, den tempererade delen av Asien samt i Nordamerika. I Norden finns den i södra Norge, Sverige och Finland. Underarten fjällsilversmygare finns lokalt i nordligaste Norge och Sverige och även sällsynt i finska Kilpisjärviområdet, där den är fridlyst. I Sverige är denna underart upptagen som Starkt hotad (EN) på rödlistan. Huvudarten silversmygare är upptagen på olika länders rödlistor; i Danmark och Nederländerna som Sårbar (VU), i Belgien som Akut hotad (CR) och i Sverige som Missgynnad (NT). Dess habitat är framför allt torra ängsmarker och sådan miljö försvinner alltmer beroende på igenplantering och ett intensivt bete.